# Antonio César Fernández
César Fernández (Pozoblanco, Córdoba, 7 de enero de 1946 - Nohao, Burkina Faso, 15 de febrero de 2019) . Fue un sacerdote católico y misionero salesiano español. Fundador de la misión salesiana en Togo, desarrolló su labor evangelizadora en diversos países de África. Asesinado por un ataque yihadista, recibió la Gran Cruz del Mérito Civil a título póstumo.

## Biografía
Hijo de un profesor del colegio salesiano en Pozoblanco, heredó su vocación por la enseñanza. Estudió Magisterio e Historia del Arte. Con una clara vocación como misionero, implantó en África el ideario de las escuelas salesianas, que defiende “la formación de jóvenes capaces de apreciar y defender la libertad, la justicia, la solidaridad, la responsabilidad y la paz, como valores que enriquecen la acción educativa”.
Antonio César Fernández fue misionero en diversos países de África desde 1982, siendo fundador en dicho año de la obra salesiana en Togo, su primer destino. A lo largo de su trayectoria construyó y fundó varias escuelas, centros de formación profesional y parroquias en diversos países del África Occidental. Ejerció como maestro de novicios, los futuros sacerdotes entre 1988 y 1998 . También fue delegado de la AFO en el Capítulo General 25 (2002). Su último destino fue Burkina Faso donde estaba construyendo un nuevo centro educativo con colegio, centro de formación profesional, talleres, biblioteca, pues hasta entonces era la parroquia, tras la misa celebrada por el sacerdote, la que servía de escuela y de escenario para diversos espectáculos.
César Fernández falleció asesinado el 15 de febrero de 2019 a causa de un ataque yihadista perpetrado en Nohao, cerca de la frontera sur de Burkina Faso. Los atacantes detuvieron el vehículo en el que viajaban el misionero español y otros dos salesianos togoleses, cuando estos regresaban del Capítulo Provincial de la Inspectoría Salesiana de África Occidental Francófona (AFO) que se había celebrado en Lomé (Togo). Tras registrar el vehículo, se llevaron al Padre César a un bosque próximo y tras entrevistarlo lo asesinaron de tres disparos.
Tras su asesinato, se sucedieron varios homenajes, tanto en los lugares donde había sido misionero como en su país de origen. Su funeral se celebró en Pozoblanco, donde fue enterrado. Desde mayo de 2021, su localidad natal cuenta con una calle con su nombre. El sacerdote  tenía 72 años de edad y había cumplido los 55 de salesiano y los 46 de sacerdote cuando fue asesinado.
El Ayuntamiento de Pozoblanco quiso unirse al homenaje póstumo al sacerdote, dedicándole una calle con su nombre.
Por Real Decreto 893/2021, de 11 de octubre, se le concede la Gran Cruz de la Orden del Mérito Civil, a título póstumo.
Por Real Decreto 182/2022, de 4 de marzo, se le concede, a título póstumo, la  Gran Cruz de la Real Orden de Reconocimiento Civil a las Víctimas del Terrorismo.